# Kitamoto, Saitama
Kitamoto (北本市 Kitamoto-shi) là một thành phố thuộc tỉnh Saitama, Nhật Bản.